# Штадль-Паура
Штадль-Паура (нем. Stadl-Paura) — ярмарочная коммуна (нем. Marktgemeinde) в Австрии, в федеральной земле Верхняя Австрия. 
Входит в состав округа Вельс.  Население составляет 5045 человек (на 31 декабря 2005 года). Занимает площадь 15,05 км². Официальный код  —  41820.

## Фотографии

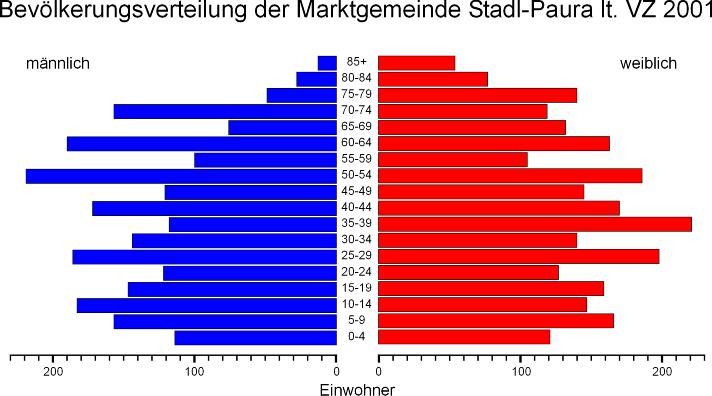
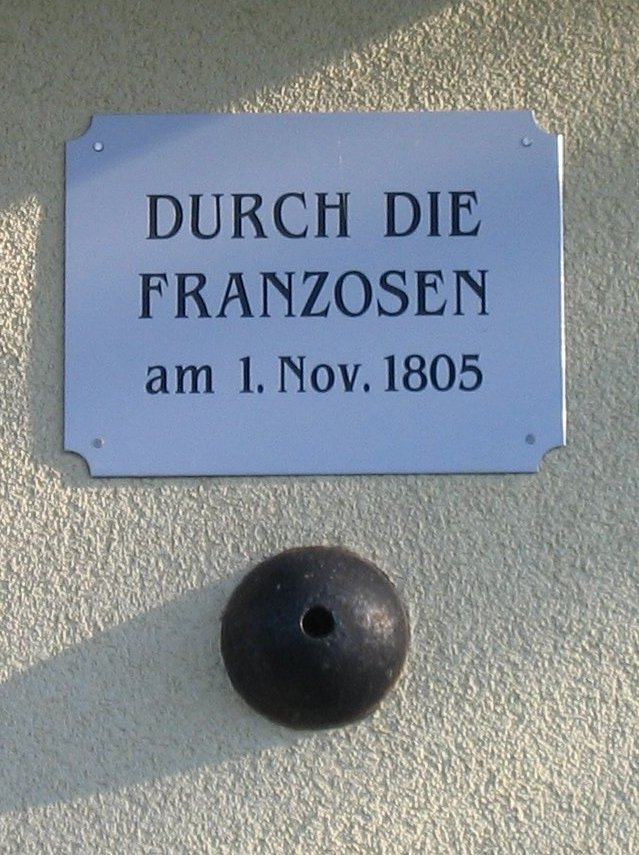
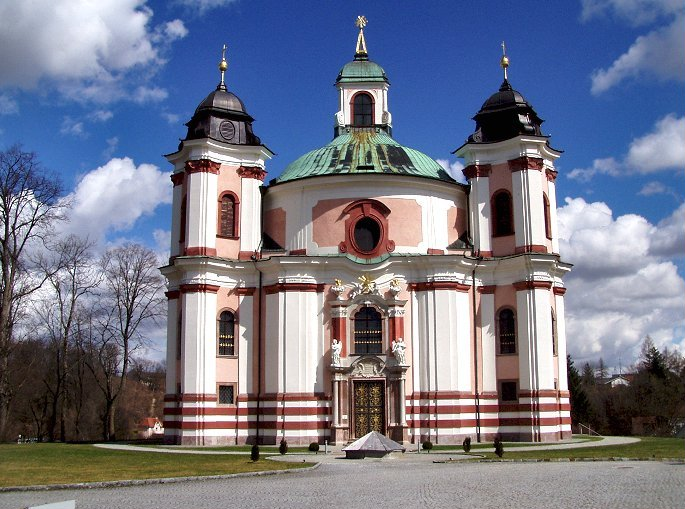
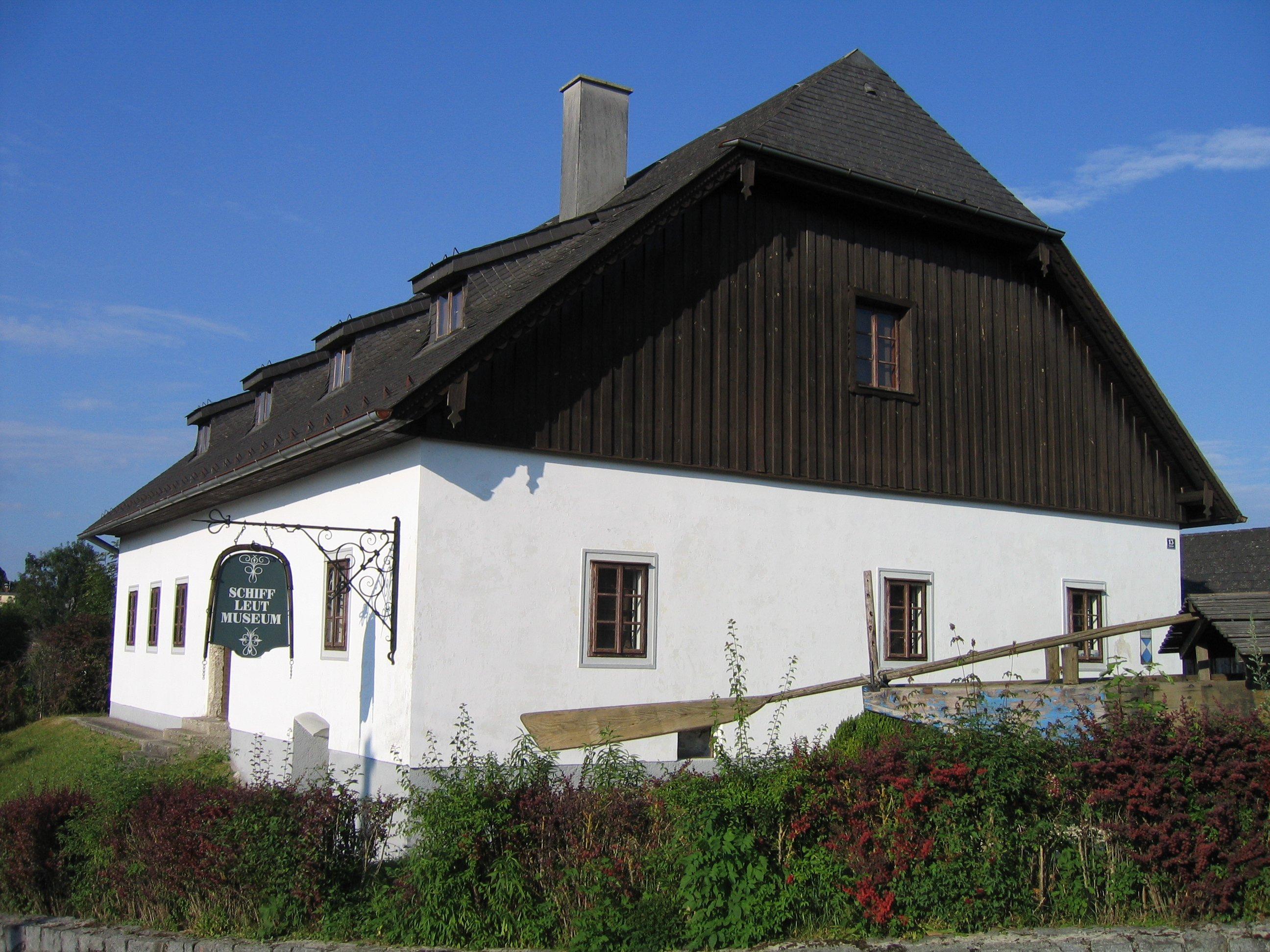
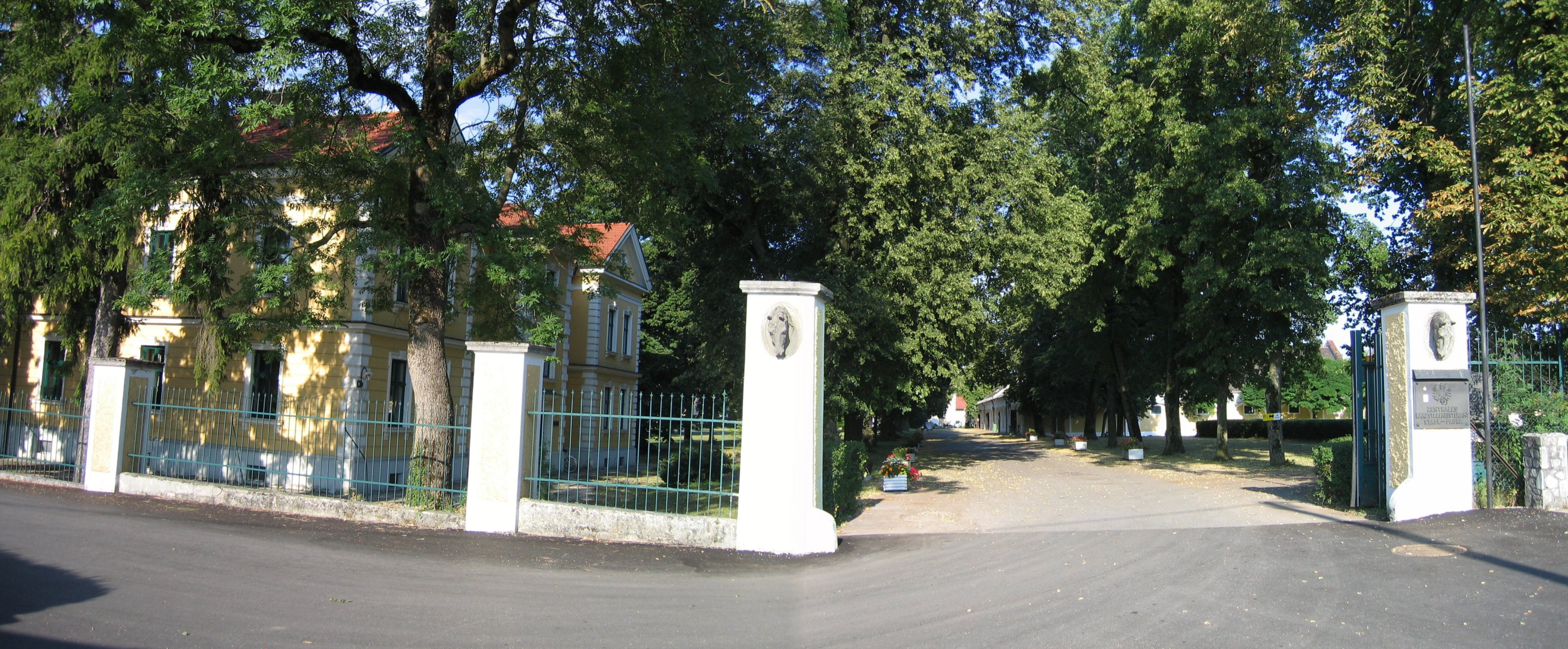
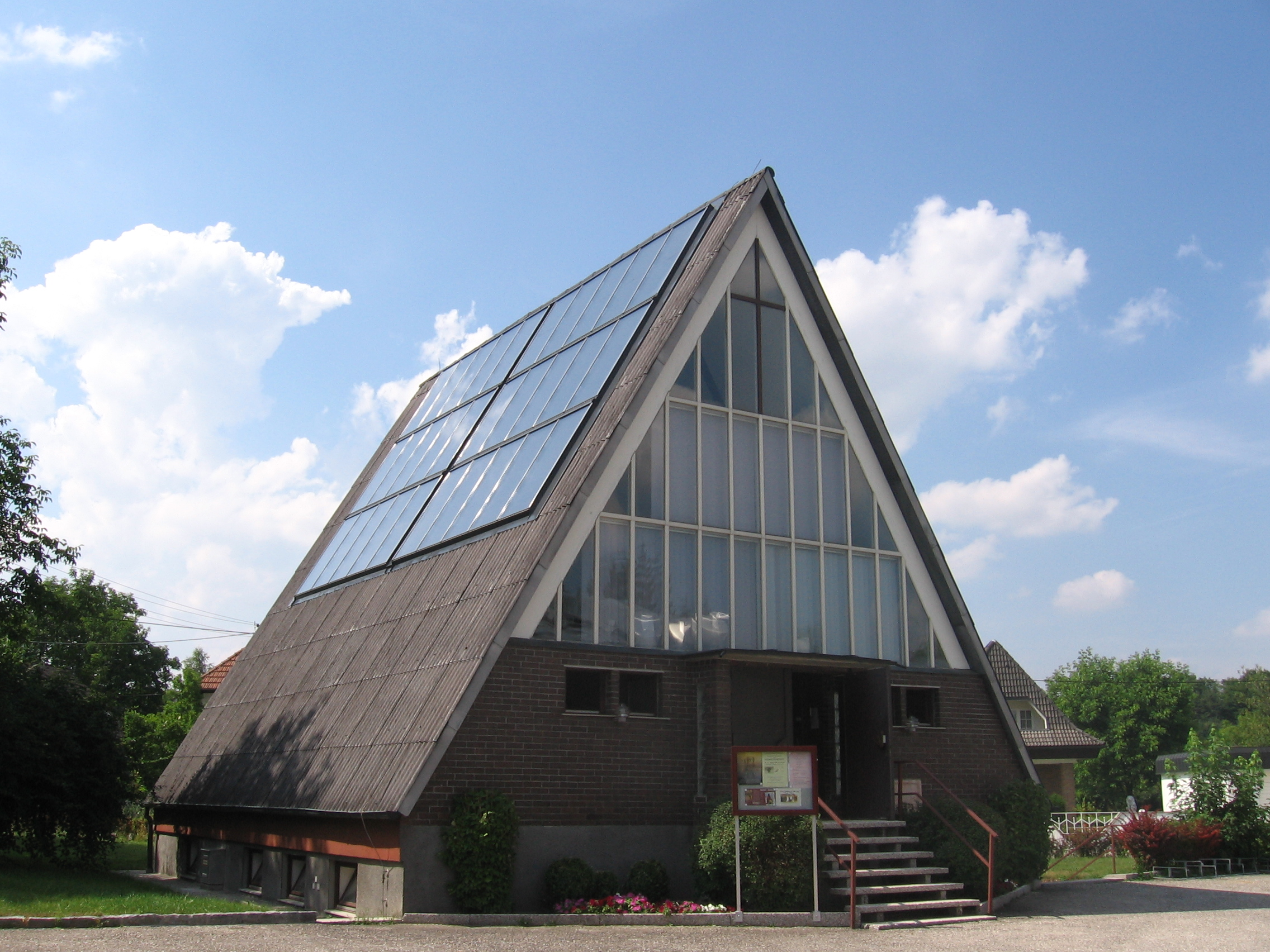
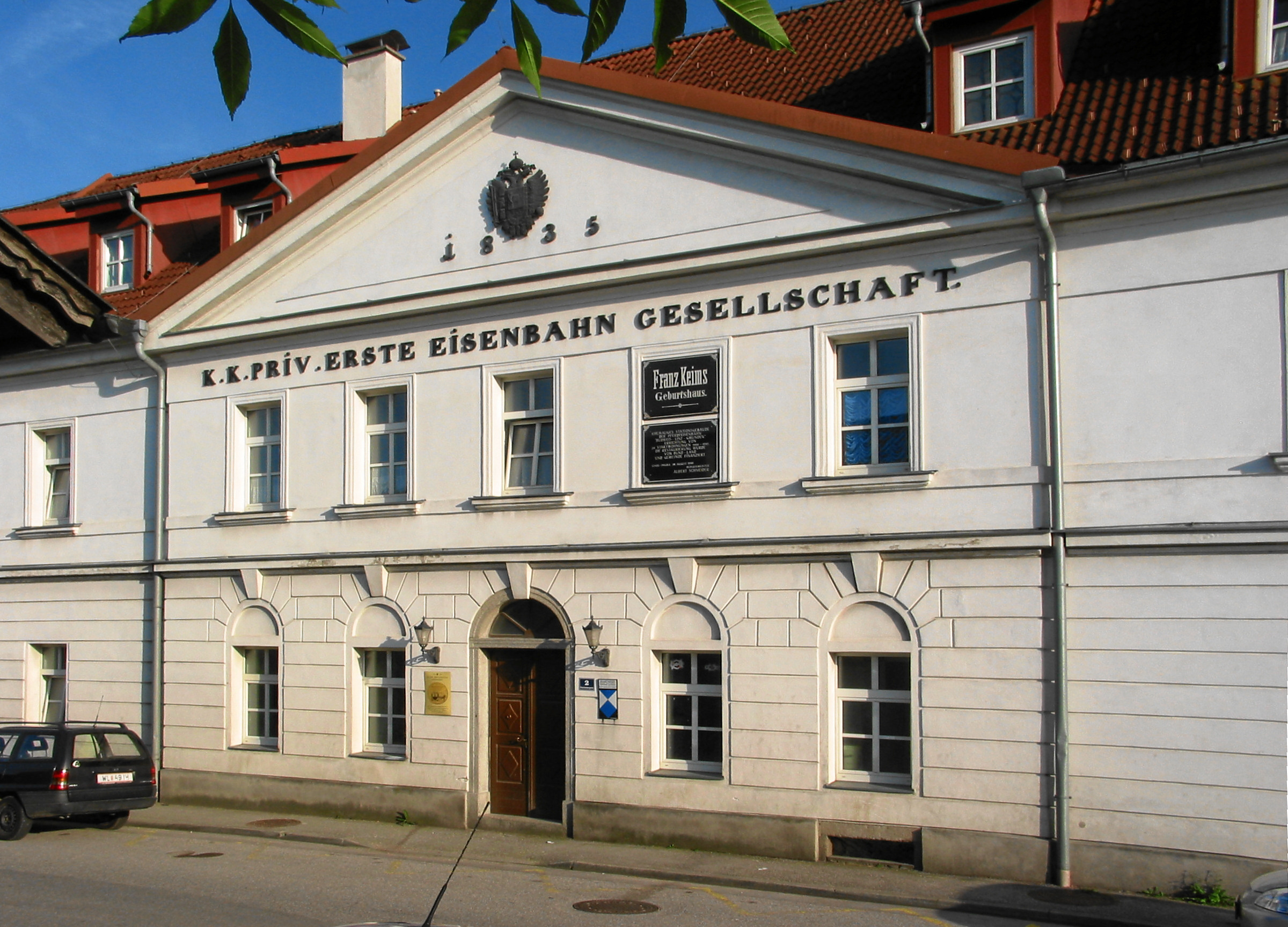
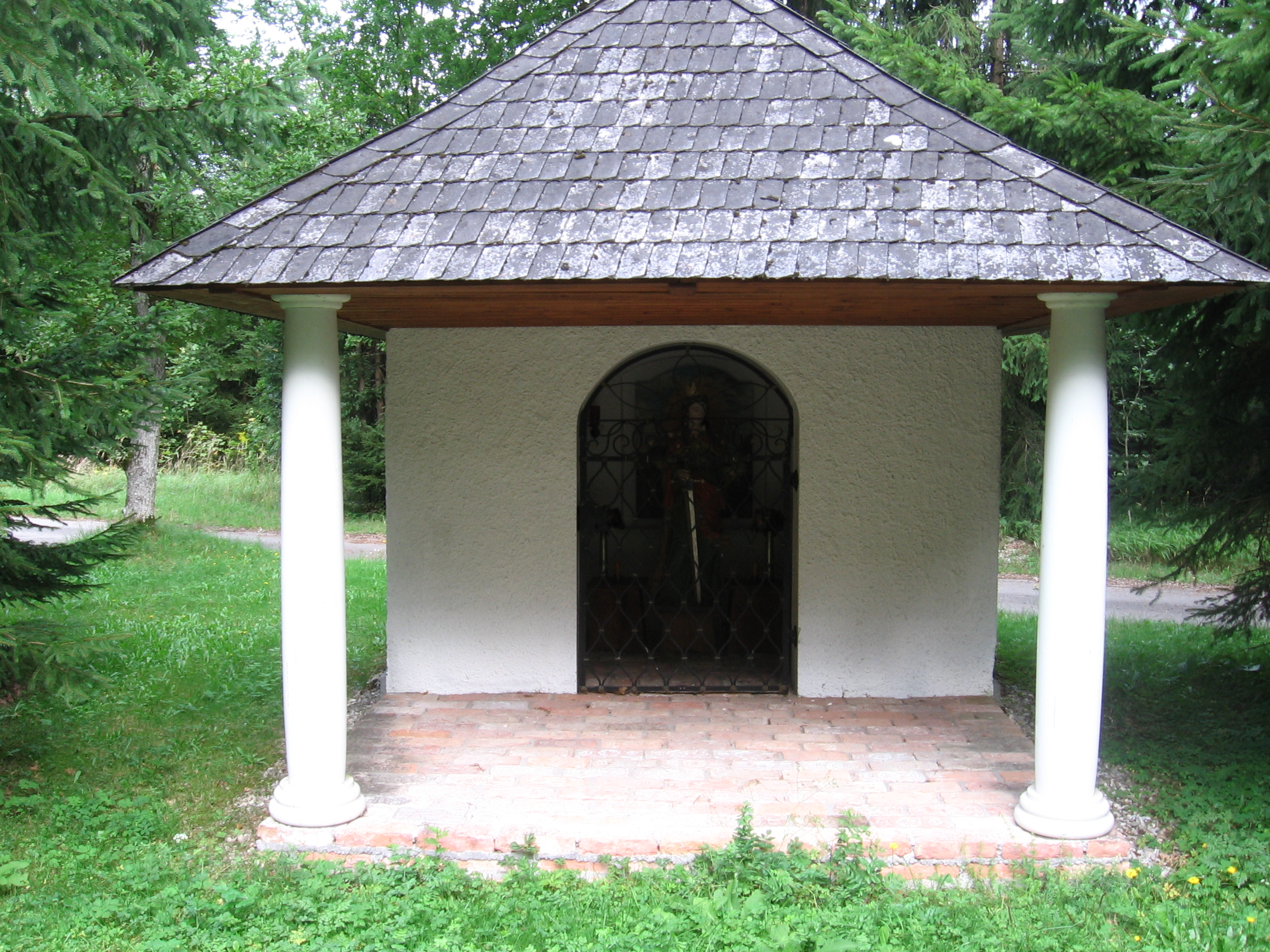

## Политическая ситуация
Бургомистр коммуны — Альфред Майзингер (СДПА) по результатам выборов 2003 года.
Совет представителей коммуны (нем. Gemeinderat) состоит из 31 места.
- СДПА занимает 19 мест.
- АНП занимает 5 мест.
- другие: 4 места.
- АПС занимает 3 места.